# John McPhee
John McPhee (Oban, Argyll y Bute, Escocia, Reino Unido, 14 de julio de 1994) es un piloto de motociclismo británico que participa en el Campeonato Mundial de Supersport con el equipo WRP-RT Motorsport by SKM-Triumph.

## Biografía
McPhee nació en Oban, Argyll y Bute, Escocia.

### Moto3
En 2012, McPhee entró en tres rondas (5, 6 y 12) como wildcard con el Racing Steps Foundation KRP Honda. Para la ronda 14 en adelante corrió con el Caretta Technology reemplazando a Alexis Masbou que se rompió la pierna en unos test. McPhee corrió con chasis KRP montando el motor Honda NSF250R.
McPhee firmó para el equipo Racing Team Germany para la temporada 2013, en sustitución de Louis Rossi. McPhee terminó 19.º y 13.º en sus primeras dos temporadas con el equipo. En 2015, McPhee consiguió su primer podio con un segundo lugar en Indianápolis; en una carrera que pasó de mojado a seco, McPhee comenzó la carrera con neumáticos slick, y terminó casi 40 segundos detrás ganador de la carrera Livio Loi, que había comenzado en slicks.

## Resultados en el Campeonato del Mundo

### Campeonato del mundo de motociclismo

#### Por temporada
| Temp. | Cat.   | Moto      | Equipo                      | Carreras | Victorias | Podios | Poles | V.Ráp. | Pts. | Pos. |
| ----- | ------ | --------- | --------------------------- | -------- | --------- | ------ | ----- | ------ | ---- | ---- |
| 2010  | 125 cc | Honda     | KRP Bradley Smith Racing    | 1        | 0         | 0      | 0     | 0      | 0    | NC   |
| 2011  | 125 cc | Aprilia   | Racing Steps Foundation KRP | 3        | 0         | 0      | 0     | 0      | 3    | 31.º |
| 2012  | Moto3  | KRP Honda | Racing Steps Foundation KRP | 8        | 0         | 0      | 0     | 0      | 1    | 37.º |
| 2012  | Moto3  | KRP Honda | Caretta Technology          | 8        | 0         | 0      | 0     | 0      | 1    | 37.º |
| 2013  | Moto3  | FTR Honda | Caretta Technology RTG      | 17       | 0         | 0      | 0     | 0      | 24   | 19.º |
| 2014  | Moto3  | Honda     | SaxoPrint-RTG               | 18       | 0         | 0      | 0     | 1      | 77   | 13.º |
| 2015  | Moto3  | Honda     | SAXOPRINT-RTG               | 18       | 0         | 1      | 1     | 0      | 92   | 11.º |
| 2016  | Moto3  | Peugeot   | Peugeot MC Saxoprint        | 16       | 1         | 1      | 0     | 0      | 48   | 22.º |
| 2017  | Moto3  | Honda     | British Talent Team         | 18       | 0         | 3      | 1     | 0      | 131  | 7.º  |
| 2018  | Moto3  | KTM       | CIP - Green Power           | 18       | 0         | 2      | 0     | 0      | 78   | 12.º |
| 2019  | Moto3  | Honda     | Petronas Sprinta Racing     | 19       | 1         | 3      | 2     | 1      | 156  | 5.º  |
| 2020  | Moto3  | Honda     | Petronas Sprinta Racing     | 15       | 1         | 4      | 1     | 0      | 131  | 7.º  |
| 2021  | Moto3  | Honda     | Petronas Sprinta Racing     | 17       | 0         | 1      | 0     | 0      | 77   | 13.º |
| 2021  | Moto2  | Kalex     | Petronas Sprinta Racing     | 1        | 0         | 0      | 0     | 0      | 0    | 37.º |
| 2022  | Moto3  | Husqvarna | Sterilgarda Husqvarna Max   | 15       | 1         | 1      | 0     | 2      | 102  | 11.º |
| Total |        |           |                             | 184      | 4         | 16     | 5     | 4      | 920  |      |

#### Por categoría
| Cat.  | Temp.         | 1.er Gran Premio | 1.er Podio        | 1.ª Victoria    | Carreras | Victorias | Podios | Poles | V.Ráp. | Pts | CM |
| ----- | ------------- | ---------------- | ----------------- | --------------- | -------- | --------- | ------ | ----- | ------ | --- | -- |
| 125cc | 2010-11       | Valencia 2010    |                   |                 | 4        | 0         | 0      | 0     | 0      | 3   | -  |
| Moto3 | 2012-presente | Cataluña 2012    | Indianápolis 2015 | Rep. Checa 2016 | 179      | 4         | 16     | 5     | 4      | 917 | -  |
| Moto2 | 2021          | Aragón 2021      |                   |                 | 1        | 0         | 0      | 0     | 0      | 0   | -  |
| Total | 2014–Presente | 2014–Presente    | 2014–Presente     | 2014–Presente   | 184      | 4         | 16     | 5     | 4      | 920 | 0  |

#### Carreras por año
(Carreras en negrita indica pole position, carreras en cursiva indica vuelta rápida)
| Año  | Cat.  | Moto      | 1       | 2       | 3       | 4       | 5      | 6       | 7       | 8       | 9       | 10      | 11      | 12     | 13      | 14      | 15      | 16      | 17      | 18      | 19      | 20     | Pos. | Pts. |
| ---- | ----- | --------- | ------- | ------- | ------- | ------- | ------ | ------- | ------- | ------- | ------- | ------- | ------- | ------ | ------- | ------- | ------- | ------- | ------- | ------- | ------- | ------ | ---- | ---- |
| 2010 | 125cc | Honda     | QAT     | SPA     | FRA     | ITA     | GBR    | NED     | CAT     | GER     | CZE     | IND     | RSM     | ARA    | JPN     | MAL     | AUS     | POR     | VAL 22  |         |         |        | NC   | 0    |
| 2011 | 125cc | Aprilia   | QAT     | SPA     | POR     | FRA     | CAT 26 | GBR 15  | NED     | ITA     | GER     | CZE     | IND     | RSM    | ARA     | JPN     | AUS     | MAL     | VAL 14  |         |         |        | 31.º | 3    |
| 2012 | Moto3 | KRP Honda | QAT     | SPA     | POR     | FRA     | CAT 19 | GBR 28  | NED     | GER     | ITA     | IND     | CZE 15  | RSM    | ARA 22  | JPN 21  | MAL 22  | AUS 19  | VAL Ret |         |         |        | 37.º | 1    |
| 2013 | Moto3 | FTR Honda | QAT Ret | AME 21  | SPA 11  | FRA 11  | ITA 16 | CAT 19  | NED 21  | GER 23  | IND 20  | CZE 13  | GBR 14  | RSM 20 | ARA 23  | MAL 17  | AUS 17  | JPN 7   | VAL Ret |         |         |        | 19.º | 24   |
| 2014 | Moto3 | Honda     | QAT 11  | AME 9   | ARG Ret | SPA 13  | FRA 8  | ITA Ret | CAT 9   | NED 10  | GER 7   | IND Ret | CZE Ret | GBR 11 | RSM 13  | ARA Ret | JPN 4   | AUS 5   | MAL Ret | VAL 17  |         |        | 13.º | 77   |
| 2015 | Moto3 | Honda     | QAT 5   | AME 6   | ARG 15  | SPA 10  | FRA 17 | ITA 20  | CAT Ret | NED 10  | GER 17  | IND 2   | CZE 10  | GBR 6  | RSM 19  | ARA 17  | JPN 9   | AUS Ret | MAL 10  | VAL 7   |         |        | 11.º | 92   |
| 2016 | Moto3 | Peugeot   | QAT 27  | ARG 7   | AME 21  | SPA Ret | FRA 20 | ITA 23  | CAT 15  | NED 16  | GER 6   | AUT 24  | CZE 1   | GBR 17 | RSM 20  | ARA 13  | JPN Ret | AUS Ret | MAL     | VAL     |         |        | 22.º | 48   |
| 2017 | Moto3 | Honda     | QAT 2   | ARG 2   | AME 7   | SPA Ret | FRA 12 | ITA 6   | CAT 12  | NED 3   | GER Ret | CZE 6   | AUT Ret | GBR 13 | RSM Ret | ARA 6   | JPN 10  | AUS Ret | MAL 5   | VAL 8   |         |        | 7.º  | 131  |
| 2018 | Moto3 | KTM       | QAT Ret | ARG 17  | AME 14  | SPA Ret | FRA 12 | ITA 12  | CAT 4   | NED Ret | GER 3   | CZE Ret | AUT 12  | GBR C  | RSM Ret | ARA 10  | THA Ret | JPN 5   | AUS 14  | MAL Ret | VAL 3   |        | 12.º | 78   |
| 2019 | Moto3 | Honda     | QAT 13  | ARG Ret | AME 14  | SPA 12  | FRA 1  | ITA 6   | CAT 13  | NED 5   | GER 6   | CZE Ret | AUT 3   | GBR 7  | RSM 2   | ARA 4   | THA Ret | JPN 6   | AUS 5   | MAL 7   | VAL Ret |        | 5.º  | 156  |
| 2020 | Moto3 | Honda     | QAT 2   | SPA Ret | AND 2   | CZE 5   | AUT 3  | EST Ret | RSM 1   | ERM 10  | CAT Ret | FRA Ret | ARA 5   | TER 6  | EUR Ret | VAL 11  | POR 9   |         |         |         |         |        | 7.º  | 131  |
| 2021 | Moto3 | Honda     | QAT Ret | DOH Ret | POR 23  | SPA Ret | FRA 4  | ITA 7   | CAT Ret | GER 11  | NED 6   | EST 13  | AUT 7   | GBR 12 |         | RSM 13  | AME 3   | ERM Ret | ALG Ret | VAL 11  |         |        | 13.º | 77   |
| 2021 | Moto2 | Kalex     |         |         |         |         |        |         |         |         |         |         |         |        | ARA 20  |         |         |         |         |         |         |        | 37.º | 0    |
| 2022 | Moto3 | Husqvarna | QAT 5   | INA     | ARG     | AME     | POR    | SPA     | FRA 12  | ITA Ret | CAT 7   | GER 19  | NED Ret | GBR 7  | AUT 9   | RSM 9   | ARA 10  | JPN 7   | THA Ret | AUS 6   | MAL 1   | VAL 11 | 11.º | 102  |

### Campeonato Mundial de Supersport

#### Por temporada
| Temp. | Moto                         | Equipo                           | Carreras | Victorias | Podios | Poles | V.Rap. | Pts. | Pos  |
| ----- | ---------------------------- | -------------------------------- | -------- | --------- | ------ | ----- | ------ | ---- | ---- |
| 2023  | Kawasaki Ninja ZX-6R         | Vince64 by Puccetti Racing       | 22       | 0         | 1      | 0     | 0      | 55   | 16.º |
| 2023  | Ducati Panigale V2           | D34G Racing                      | 22       | 0         | 1      | 0     | 0      | 55   | 16.º |
| 2024  | Triumph Street Triple RS 765 | WRP-RT Motorsport by SKM-Triumph | 20       | 0         | 0      | 0     | 0      | 54   | 16.º |
| Total |                              |                                  | 42       | 0         | 1      | 0     | 0      | 109  |      |

- * Temporada en curso.

#### Carreras por año
(Carreras en Negro indican pole position, Carreras en italics indican vuelta rápida)
| Año  | Moto     | 1     | 1      | 2      | 2      | 3       | 3       | 4       | 4       | 5      | 5       | 6      | 6      | 7       | 7      | 8      | 8      | 9      | 9       | 10      | 10      | 11     | 11     | 12    | 12     | Pos. | Pts. |
| Año  | Moto     | R1    | R2     | R1     | R2     | R1      | R2      | R1      | R2      | R1     | R2      | R1     | R2     | R1      | R2     | R1     | R2     | R1     | R2      | R1      | R2      | R1     | R2     | R1    | R2     | Pos. | Pts. |
| ---- | -------- | ----- | ------ | ------ | ------ | ------- | ------- | ------- | ------- | ------ | ------- | ------ | ------ | ------- | ------ | ------ | ------ | ------ | ------- | ------- | ------- | ------ | ------ | ----- | ------ | ---- | ---- |
| 2023 | Kawasaki | AUS 3 | AUS 12 | INA 10 | INA 11 | NED Ret | NED 17  | SPA 19  | SPA Ret | ITA 19 | ITA 19  | GBR 20 | GBR 18 | ITA Ret | ITA 14 | CZE 19 | CZE 4  | FRA 15 | FRA 19  |         |         |        |        |       |        | 16.º | 55   |
| 2023 | Ducati   |       |        |        |        |         |         |         |         |        |         |        |        |         |        |        |        |        |         | SPA Ret | SPA 13  | POR 13 | POR 14 | SPA   | SPA    | 16.º | 55   |
| 2024 | Triumph  | AUS 8 | AUS 8  | SPA 12 | SPA 17 | NED 11  | NED Ret | ITA Ret | ITA 19  | GBR 21 | GBR DNS | CZE 20 | CZE 19 | POR 15  | POR 9  | FRA 19 | FRA 12 | ITA 7  | ITA Ret | SPA 20  | SPA Ret | EST WD | EST WD | SPA 8 | SPA WD | 16.º | 54   |

- * Temporada en curso.